# Valèria Maximil·la
Valèria Maximil·la (en llatí Valeria Maximilla) va ser una dama romana, esposa de l'emperador Maxenci.
Era filla de l'emperador Galeri i de la seva primera esposa, de nom desconegut. Es va casar amb l'emperador Maxenci segurament l'any 293, amb el que va tenir dos fills, Valeri Ròmul, que devia néixer l'any 294, i un altre del que no se'n coneix el nom. Com a filla d'emperador portava el títol de nobilissima femina.
Maxenci va ser proclamat emperador l'any 306, contra els desitjos del pare de Valèria, que l'any 307 va intentar derrocar-lo sense aconseguir-ho. El fill, Valeri Ròmul, va ser cònsol dues vegades, i devia morir l'any 309. Valèria i el seu marit estaven junts a la batalla del Pont Milvi l'any 312, quan Constantí va envair Itàlia, i aquí desapareix de la història. El seu destí és desconegut.